# Carousel (Leila K-album)
A Carousel című album a svéd származású eurodance énekesnő Leila K első önálló stúdióalbuma. Közreműködőként a svéd Rob’n’Raz popduóval közösen jelent meg stúdióalbumuk. A Carousel című nagylemezről 5 dal jelent meg kislemezen.

## Megjelenések
CD Németország   Urban 513 290-2 

LP Hollandia  Mega MRLP 3224
- Carousel	6:08
- Open Sesame – 8:49
- Ça Plane Pour Moi – 5:47
- Slow Motion – 4:00
- Glam! – 3:43
- Check The Dan – 5:22
- Pyramid – 4:34
- Massively Massive – 4:22
- Close Your Eyes- 3:20
- Open Sesame (Last Exit Remix) – 4:23
- Ca Plane Pour Moi (Felix Remix) – 7:12